# 氧化钯
氧化钯，化學式為PdO，是钯唯一被深入了解的氧化物。它可以由钯和氧气反应而成。加热至750℃以上时，分解为金属钯。它不会被酸攻击。氧化钯的用途不多。

## 性質
氧化钯非常穩定，不溶於酸，微溶於王水。
PdO 的结构为四面体型 (P42/mmc) a = 3.044, c = 5.328 Å。Pd 原子的配位是四边形的，符合d8 金属离子的结构；而氧原子是四面体形的。 最接近的 Pd–Pd 距离是 3.044 Å ，几乎可以成键。

## 製造
PdO 可以由海绵金属钯和氧气在 350 °C下反应而成。
2 Pd + O2 → 2 PdO
把硝酸钯在空氣中加熱就即得氧化鈀。

## 用途
氧化钯用作催化氢化的催化劑。